# Ore (Haute-Garonne)
Ore ist eine französische Gemeinde mit 121 Einwohnern (Stand: 1. Januar 2022) im Département Haute-Garonne in der Region Okzitanien. Sie gehört zum Arrondissement Saint-Gaudens und zum Kanton Bagnères-de-Luchon.
Nachbargemeinden sind Galié im Nordwesten, Mont-de-Galié im Norden, Lourde im Nordosten, Antichan-de-Frontignes im Osten, Frontignan-de-Comminges im Südosten, Fronsac im Süden, Saléchan und Sainte-Marie im Südwesten und Bagiry im Westen. 

## Bevölkerungsentwicklung
| Jahr                      | 1962 | 1968 | 1975 | 1982 | 1990 | 1999 | 2008 | 2015 | 2019 |
| ------------------------- | ---- | ---- | ---- | ---- | ---- | ---- | ---- | ---- | ---- |
| Einwohner                 | 166  | 143  | 129  | 122  | 108  | 109  | 109  | 108  | 114  |
| Quelle: Cassini und INSEE |      |      |      |      |      |      |      |      |      |

## Sehenswürdigkeiten
- Kirche St-Jean-Baptiste, erbaut ab dem 13. Jahrhundert

## Weblinks

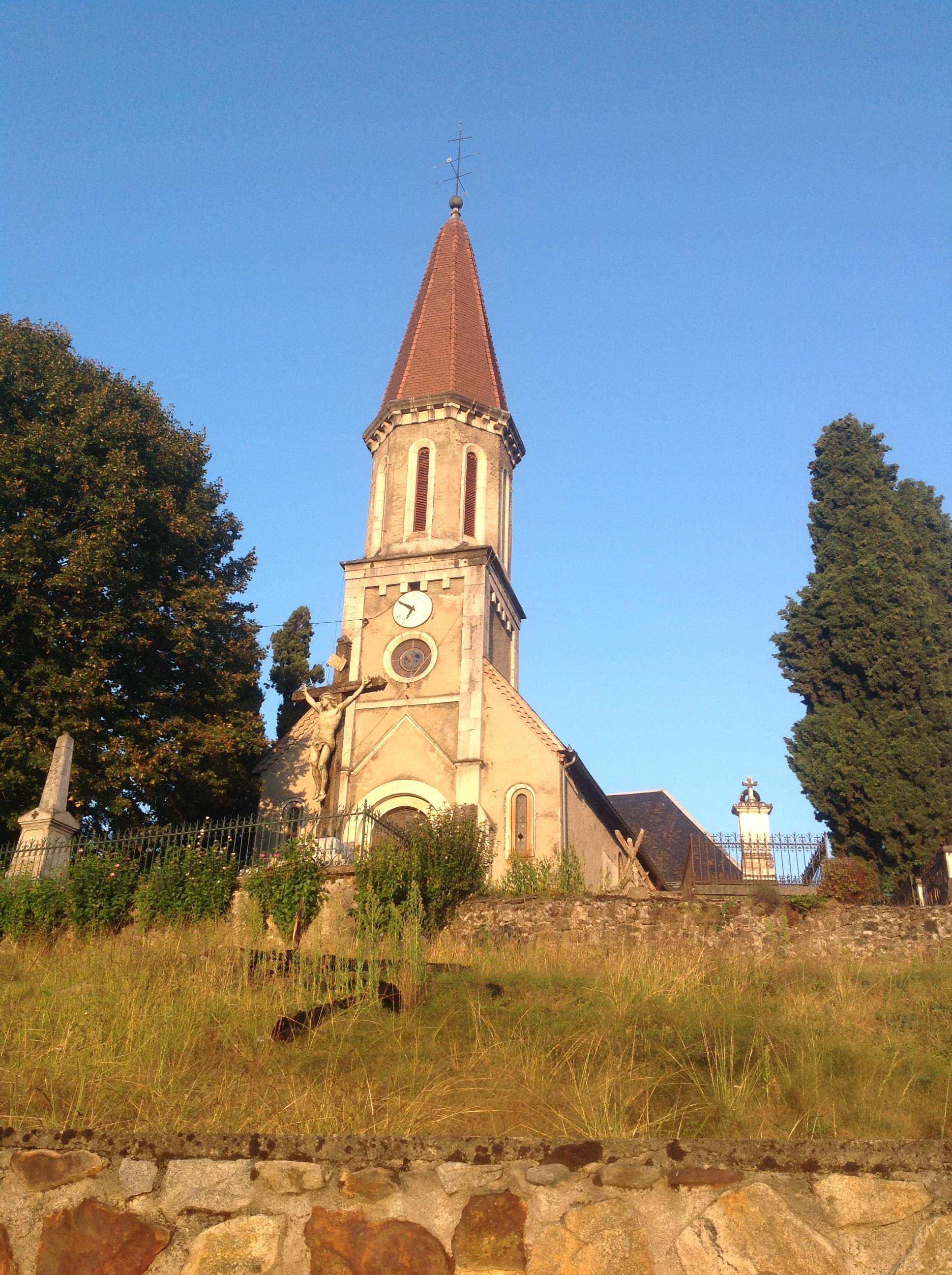
Kirche St-Jean-Baptiste